# Aragonés serrablés
El aragonés de Serrablo o Sarrablo  es la variedad dialectal del aragonés hablada en el casi despoblado Serrablo (en el Alto Gállego, provincia de Huesca, Aragón, España), perteneciente al bloque central, a mitad de evolución entre el aragonés del Somontano y las variedades más genuinas del aragonés central. 
La población local lo emplea en ocasiones esporádicas y en cuanto a su uso literario se publicaron en 1978 algunos cuentos y leyendas en este dialecto Leoncio Escartín Acín (Aineto, 1912 - Huesca, 1980), en la revista Fuellas y Regino Berdún Castán (Belarra, 1917 - Zaragoza, 2009) en la revista Serrablo.
Muy sucintamente concuerda lingüísticamente con el aragonés en general en: formación del plural añadiendo /-s/ al singular, excepto la terminación en –z; artículos que son los más generalizados en el ámbito aragonés (o, a, os, as); demostrativos ixe, -a, -o, -os, -as generalizados en todo el aragonés y que en Serrablo pueden pronunciarse con -ch- como /iche/, /icha/; el uso del complemento pronominalo-adverbial en / ne; las formas verbales del imperfecto de indicativo con -b- desinencial latina y las normales en subjuntivo (-ase, -ese, -ise); o la terminación en –ón de las terceras personas del pretérito perfecto simple.
Se conservan también los indefinidos bel, bella (algún, -a) muito (mucho) y otri (de otro), particularidades más específicas que lo acercan al aragonés central desde Panticosa y el Valle de Tena hasta Sobrarbe, aunque con gran retroceso siendo en la actualidad su existencia mínima y meramente testimonial, como el empleo de b'ha en lugar del común bi ha, los participios con la -t- intervocálica conservada y la conservación de las consonantes sordas intervocálicas -p-, -t-, -k-.